# 二二八公園福德宮
25°02′28″N 121°30′52″E / 25.041021°N 121.514403°E

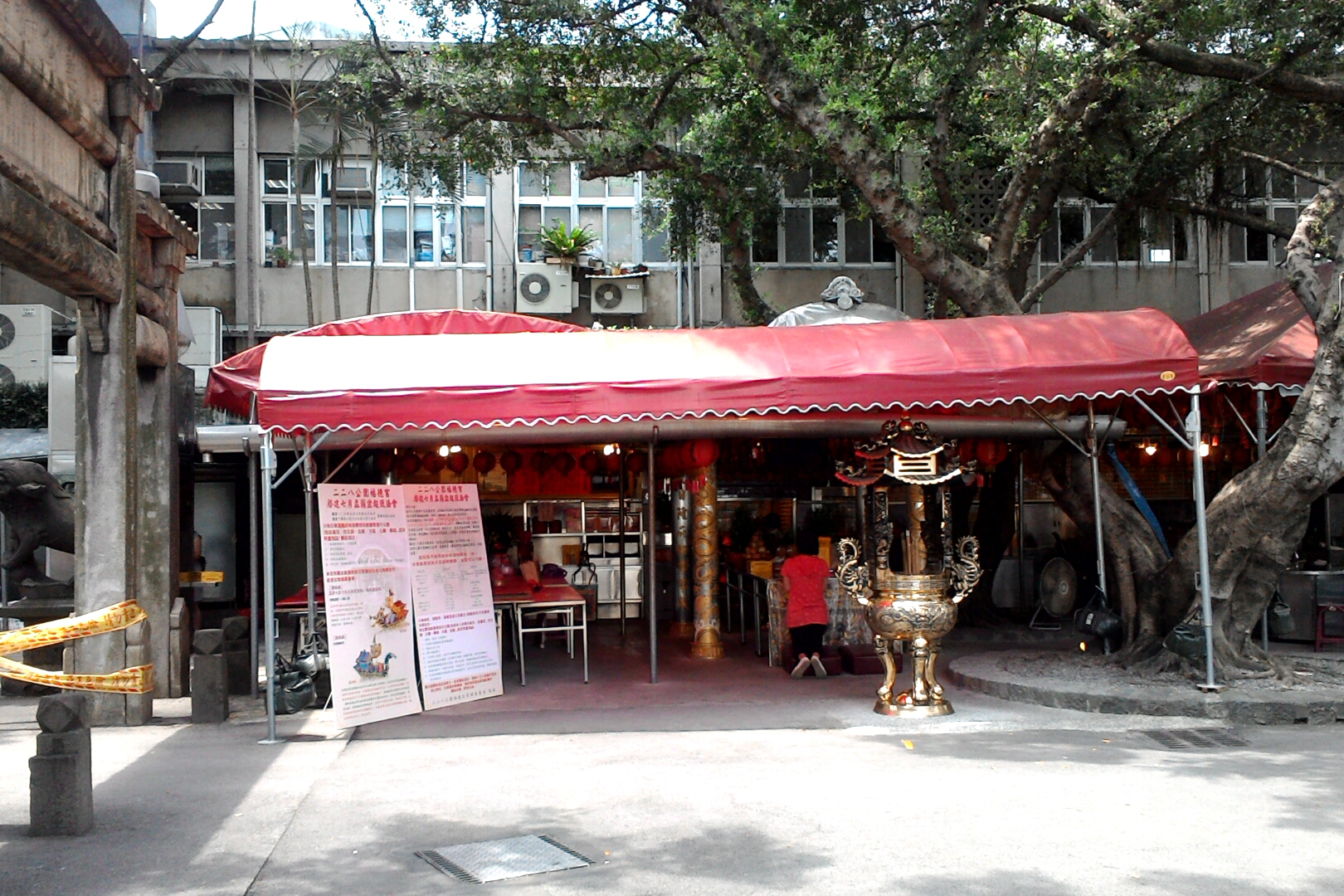
二二八公園福德宮。

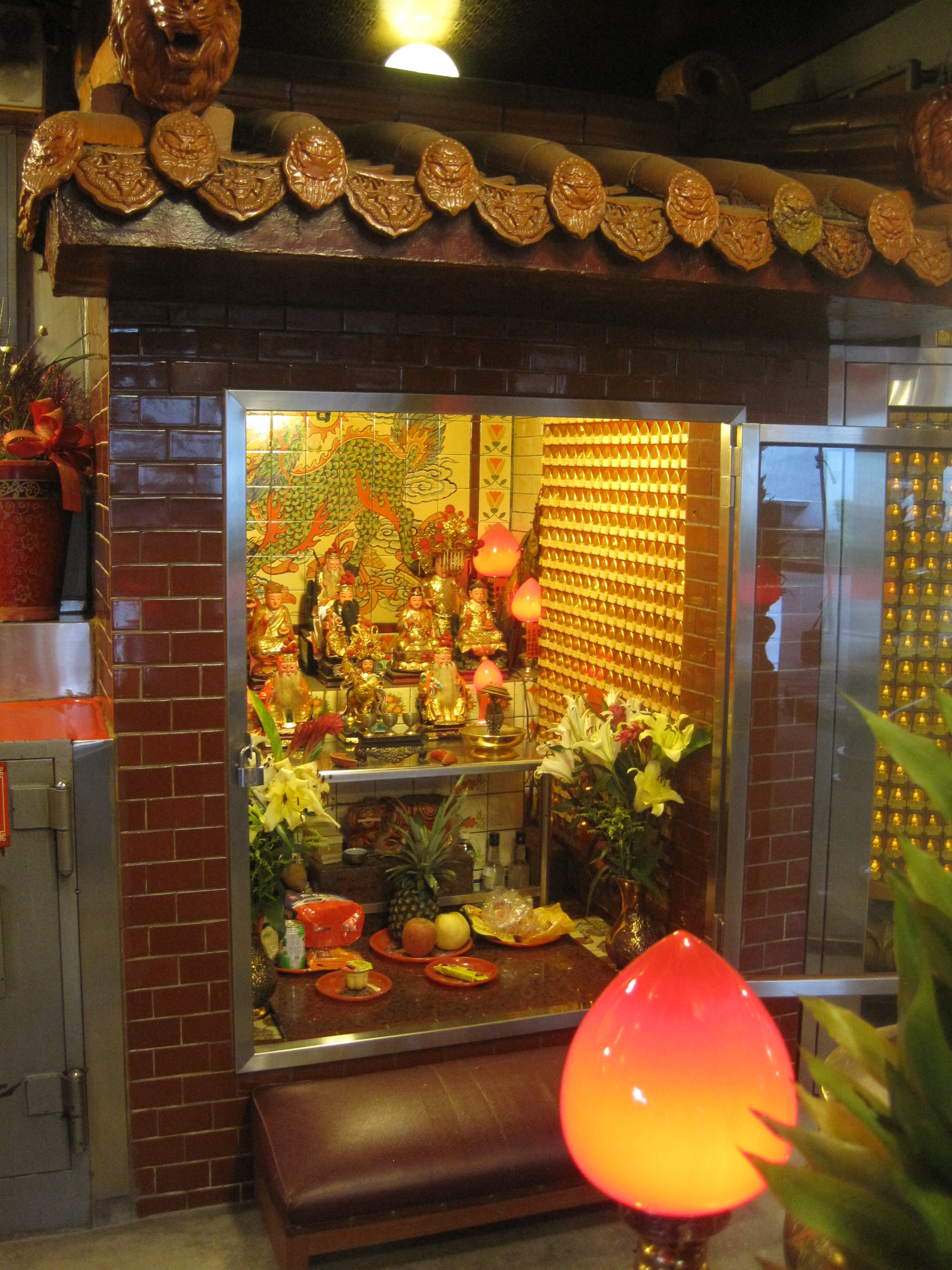
二二八公園福德宮神龕。

二二八公園福德宮，位於臺北市二二八公園急公好義坊之側，地址臺北市中正區懷寧街107號，俗稱新公園土地廟，主祀福德正神（土地公），是位於博愛特區的知名土地廟，因為管轄範圍涵蓋總統府，故而有全台灣管最大的土地廟、「天下第一宮」之稱。

## 祀神
- 福德正神、地母娘娘、關聖帝君、中壇元帥等。

## 簡史
相傳清代嘉慶年間，鄉民在附近偶見巨石，燒香奉敬，稱作「石頭公」，祈求出入平安。
日本昭和六年（1931年）建了臺北天滿宮社，祭祀神道學問之神菅原道真。
1945年，日本投降，神社遭到毀棄，改奉石頭公，而後又認為是土地公化身，改稱土地廟，每逢作牙日，皆虔誠敬奉。
1980年代，臺北市政府工務局公園路燈工程管理處員工集資重建。
2000年代，信眾成立管理委員會，臺北市政府同意立案。

## 特色
福德宮「管區」包含中華民國總統府等政府機關，可說是「最有權勢」的土地公之一，政界參拜者眾，不分藍綠，中華民國總統馬英九、前行政院院長蘇貞昌、立法院長王金平、前監察院長陳履安、前總統府秘書長葉菊蘭等政治人物也都曾親臨參拜。逢年過節，附近居民、行人也會準備祭品來祈求平安。